# Polentone

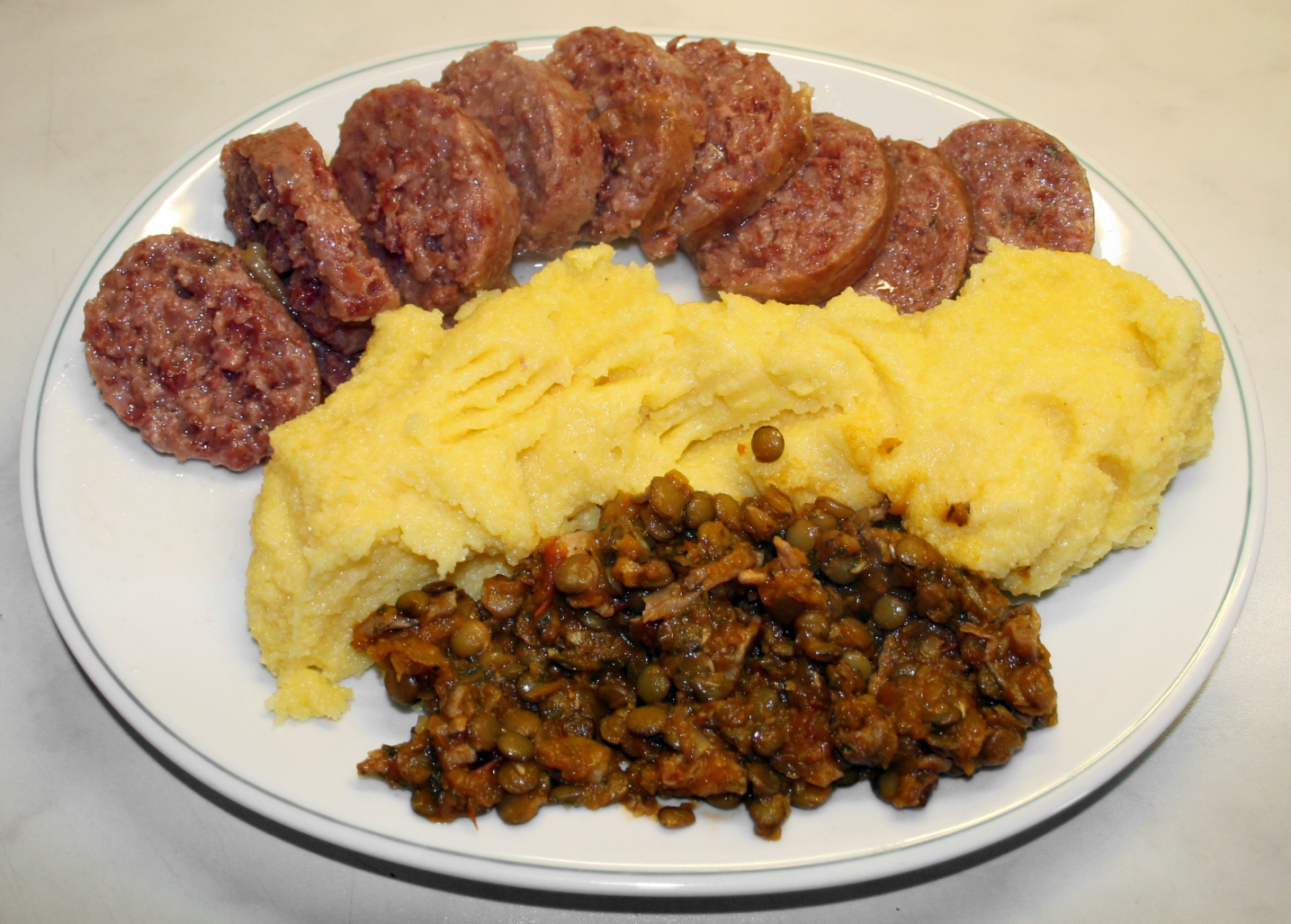
Un Cotechino Modena cortado en rodajas, listo para servir con polenta y lentejas en salsa, como se sirve popularmente en Italia, especialmente alrededor de Año Nuevo.

El término polentone es una expresión despectiva que hace referencia a los habitantes de la Italia septentrional.
Literalmente significa comedor de polenta, un alimento históricamente muy extendido en la cocina pobre del norte de Italia. Hasta principios del siglo XX la polenta representaba el alimento base, aunque no exclusivo, de las poblaciones de Lombardía y Veneto con repercusiones nefastas en la salud de mucha gente, víctimas de la pelagra.
El equivalente para las regiones de la Italia meridional sería terrone.
- Datos: Q376029